# Sobieski (Adelsgeschlecht)

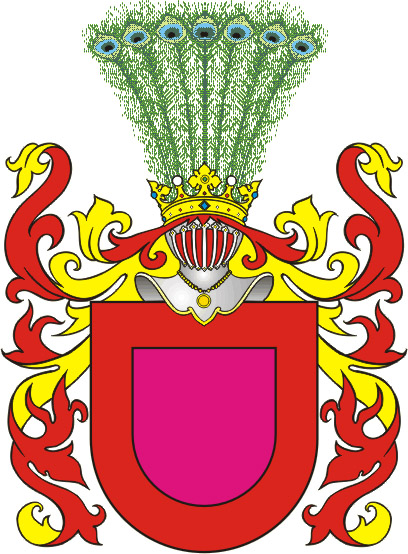
Das Adelswappen der Familie Sobieski, Wappengemeinschaft Janina

Sobieski ist der Name eines polnischen Hochadelsgeschlechts, das der Wappengemeinschaft Janina angehörte. Die weibliche Form des Namens lautet Sobieska. Das Geschlecht ist 1737 erloschen.
Bedeutende Träger dieses Namens sind:
- Johann III. Sobieski (1629–1696), polnischer Feldherr, Staatsmann, ab 1674 König von Polen und Großfürst von Litauen;
- Maria Kazimiera Sobieska (1641–1716), eigentlich Maria Kazimiera d'Arquien, Ehefrau von Johann Sobieski, durch Heirat ab 1674 Königin von Polen und Großfürstin von Litauen;
- Jakob Louis Heinrich Sobieski (1667–1737), Prinz von Polen;
- Teresa Kunegunda Sobieska (1676–1730), Prinzessin von Polen und ab 1695, als Ehefrau von Kurfürst Maximilian II. Emanuel (Bayern), Fürstin von Bayern;
- Alexander Benedikt Sobieski (1677–1714), Prinz von Polen;
- Maria Clementina Sobieska (1702–1735), Tochter des polnischen Prinzen Jakob Louis Heinrich Sobieski, durch Heirat Titularkönigin von Großbritannien, Irland und Frankreich;